# Salvia leptophylla
Salvia leptophylla är en kransblommig växtart som beskrevs av George Bentham. Salvia leptophylla ingår i släktet salvior, och familjen kransblommiga växter. Inga underarter finns listade i Catalogue of Life.